# Chen Qun
Chen Qun (? - 237) was een minister die diende voor het koninkrijk Wei tijdens de Drie Koninkrijken-periode in China.
Chen Qun heeft het negen-ranken systeem voor het aanstellen van ambtenaren in Wei bedacht. Nadat de heerser Cao Pi gestorven was, werd Chen Qun de Beschermer van Wei's militairen. Chen Qun, Sima Yi en Cao Zhen nomineerde de zoon van Cao Pi, Cao Rui, als nieuwe keizer. Chen Qun had een zoon, genaamd Chen Tai（陈泰).